# Cambridge Analytica
Cambridge Analytica Ltd (CA), anteriormente conhecida como SCL USA, foi uma empresa de consultoria política britânica que ganhou destaque por meio do escândalo de dados Facebook–Cambridge Analytica. Foi iniciado em 2013, como uma subsidiária da empresa de inteligência privada e autodenominada "agência de gerenciamento de eleições globais" SCL Group pelos executivos de longa data da SCL Nigel Oakes, Alexander Nix e Alexander Oakes, com Nix como CEO. Os bem relacionados fundadores tiveram contato com, entre outros, o Partido Conservador, a família real britânica e os militares britânicos. A empresa manteve escritórios em Londres, Nova Iorque e Washington, D.C. A empresa encerrou as operações em 2018 durante o escândalo de dados do Facebook-Cambridge Analytica, embora ainda existam empresas relacionadas à Cambridge Analytica e à sua empresa-mãe SCL.

## Dados do Facebook
Em 17 de Março de 2018, os jornais The New York Times e The Observer reportaram que a Cambridge Analytica usou informações pessoais de 50 milhões de perfis que foram obtidas por um pesquisador externo. Ele alegou estar coletando dados do Facebook, Google, Twitter, Instagram e Whatsapp para fins acadêmicos, mas sabe-se que foi criado algoritmo que cruza estes dados para criar um perfil psicológico para cada pessoa e depois as separa individualmente ou em grupos específicos. Estes dados individuais podem conter mais de 9.000 pontos sobre a personalidade de cada indivíduo, que vão desde sua movimentação geográfica diária, contatos periódicos, nível cultural, extratos bancários e até suas mais sutis preferências, desejos, medos e anseios. Em resposta, o Facebook alega que baniu a Cambridge Analytica e proibiu a empresa de fazer publicidade em sua plataforma. O jornal The Guardian também informou que o Facebook tinha conhecimento que essa violação de segurança aconteceu por dois anos, mas não fez nada para proteger seus usuários.
Em 4 de abril do mesmo ano o Facebook anunciou que as contas de pelo menos 87 milhões de pessoas foram atingidas em 10 países, e, segundo suas estimativas, os dados pessoais de 4,5 milhões de brasileiros foram usados sem consentimento prévio. Nos Estados Unidos foram atingidas mais de 70 milhões de pessoas. O jornal The Guardian questionou a nota em que o Facebook anunciou essas informações porque ela divulgava principalmente as iniciativas da rede social para reverter os problemas de privacidade e apresentava o tema de coleta de dados apenas no seu penúltimo parágrafo.
A atuação da empresa tem sido considerada como uma ameaça global à democracia.